# Templo de Antas
El Templo de Antas es un antiguo templo romano-cartaginés en la comuna de Fluminimaggiore, en el sur de Cerdeña (Italia). Se encuentra en una zona colonizada por los cartagineses y después por los romanos, atraídos por sus depósitos de hierro y plomo.
Consiste en un templo romano, bajo cuyos pasos están los restos del templo cartaginés, que fue dedicado al dios Sid Addir, una encarnación posterior del dios local Sardus Pater Babai, la divinidad masculina principal de la civilización nurágica.
El templo original había sido construido alrededor del año 500 a. C. sobre un promontorio de piedra caliza sagrada, y restaurado alrededor del año 300 a. C. El templo romano fue construido por el emperador Augusto (27 a. C. - 14 d. C.) y restaurado bajo Caracalla (213-217 d. C.). En caso de que todavía hubiera estado en uso hacia los siglos IV y V, habría sido cerrado durante la persecución de los paganos en el Imperio Romano tardío. 
Sus restos fueron descubiertos en 1836 por el general Alberto La Marmora, y reconstruidos a su estado actual en 1967.
La sección frontal del templo incluye seis columnas, con una altura de unos 8 metros, con capiteles jónicos. Originalmente también estaba presente un frontón triangular. Se accedía a la naos a través de dos aberturas laterales y tenía un pavimento cubierto por un mosaico, parte del cual se ha conservado. El templo estaba provisto de dos embalses cuadrados, que albergaban el agua para los ritos sagrados de purificación.
Es probable que una estatua del Sardus Pater se alojara en la naos.De acuerdo con el tamaño del único resto encontrado, un dedo, se ha estimado que la estatua tenía unos 3 metros de altura.
El área arqueológica del templo incluye una pequeña necrópolis, restos de un antiguo pueblo nurágico (siglos XIII - X a. C.), canteras romanas de piedra caliza y un antiguo camino que conecta el templo con una cueva sagrada donde se practicaba el culto al agua.